# Martin Elsas
Martin Elsas (* 11. März 1872 in Ludwigsburg; † 2. Oktober 1939) war ein deutscher Kaufmann und Funktionär der Handelskammer Karlsruhe sowie Vorsitzender des Gemeindeausschusses der jüdischen Gemeinde Karlsruhe nach 1933.

## Leben

### Familie
Martin Elsas war der Sohn Ludwigsburger Fabrikanten Oscar Elsas und Enkel des Benedikt Elsas (1816–1876) aus Aldingen. Der Ludwigsburger Stadtrat Max Elsas (1858–1942) war sein Onkel. Über seinen Großonkel Louis Elsas war er mit dem Widerstandskämpfer Fritz Elsas (1890–1945) verwandt.
Elsas war mit Antonie geb. Ettlinger verheiratet. Sie starb nur wenige Wochen nach seinem Ableben. Antonie Elsas war Mitbegründerin des 1917 ins Leben gerufenen Dachverbandes der badischen Frauenorganisationen und deren erste Vorsitzende. Die Tochter Grete Elsas (* 12. Juni 1898) studierte ebenso wie der Sohn Paul Theodor Elsas (* 7. Juni 1904) an der Technischen Hochschule Karlsruhe.

### Werdegang
Martin Elsas besuchte die Realschule in Ludwigsburg und machte anschließend eine Lehre in einer Blechwarenfabrik. Nach Lehrabschluss hatte er verschiedene Anstellungen, bis er 1892 zunächst als Korrespondent und Reisender in der Eisenwarenhandlung L. J. Ettlinger in Karlsruhe arbeitete und in die er dann auch als Teilhaber eintrat. Elsas war langjähriger Vizepräsident der Handelskammer Karlsruhe, stellvertretendes Mitglied des Landeseisenbahnrates Baden der Deutschen Reichsbahn.
In der jüdischen Gemeinde Karlsruhe war Elsas ab 1933 unter dem Nationalsozialismus Vorsitzender des Gemeindeausschusses.
Die Eheleute Elsas wurden in Karlsruhe auf dem liberalen jüdischen Friedhof Haid- und Neu-Straße in Karlsruhe beerdigt. In derselben Grabstätte sind auch Leopold Ettlinger (Arje) der frühere Eigentümer der Eisenwarenhandlung L. J. Ettlinger, dessen Frau Therese Ettlinger geborene Stern sowie deren Sohn Max (Mosche Tuviah) Ettlinger (1880–1927). bestattet.